# 와이솔
와이솔(WiSoL Co. Ltd.)은 대한민국의 통신장비 기업이다. 본사는 경기도 오산시 가장로 531-7 (가장동)에 위치해 있으며 대표이사는 김지호이다.  스마트폰 용 RF 필터를 생산 납품한다

## 상장
2010년 9월 10일에 공모가 8,000원에 코스닥 시장에 상장하였다.

## 참고문헌
1. ↑  김록호, 하나증권 종목분석보고서-와이솔, 2021년 5월 28일
2. ↑  “와이솔, 내년 상반기 실적 반등 예상”-KB, 아이투자, 2023-09-15
3. ↑  판커지는 5세대 차량용 통신 장비, 수혜주는 '이것', 이데일리, 2023-12-09
4. ↑  "와이솔, 삼성전자향 매출 개선세 부각…목표가↑", 이투데이, 2024-03-08
5. ↑  와이솔, '실적 개선 흐름 본격화' 목표가 11,000원 - KB증권, 뉴스핌, 2024-03-08